# Parafia Jezusa Chrystusa Króla Wszechświata w Barnaule
Parafia Jezusa Chrystusa Króla Wszechświata w Barnaule – rzymskokatolicka parafia znajdująca się w Barnaule, w diecezji Przemienienia Pańskiego w Nowosybirsku, w dekanacie ałtajskim.

## Historia
Pierwszymi katolikami w Ałtaju byli XVIII-wieczni niemieccy inżynierowie, prowadzący tu badania geologiczne. W XIX w. rozrost wspólnoty katolickiej w Barnaule wiąże się z zesłaniami mieszkańców dawnej Rzeczypospolitej Obojga Narodów, a także z przyjazdami dobrowolnych emigrantów.
Po wieloletnich staraniach o pozwolenie na budowę kościoła katolickiego w Barnaule, duma miejska wyraziła zgodę w 1906. 8 grudnia 1908 wyznaczyła ona działkę, na której miała stanąć świątynia. W 1909 projekt budynku autorstwa miejscowego architekta Alfreda Nosowicza zatwierdziły władze prowincji i możliwe stało się rozpoczęcie budowy. Została ona sfinansowana przez barnaulskich katolików i ukończona w 1913. Świątynię konsekrowano pw. Niepokalanego Serca Najświętszej Maryi Panny.
Wówczas erygowano w Barnaule parafię, która należała do dekanatu tomskiego archidiecezji mohylewskiej. Przed wybuchem I wojny światowej liczyła ok. 500 wiernych.
Po rewolucji październikowej rozpoczęły się prześladowania osób wierzących. 10 października 1931 w Nowosybirsku został rozstrzelany ostatni proboszcz Barnaułu. 29 grudnia 1931 kościół został zamknięty i znacjonalizowany oraz w 1936 przebudowany w celu zatarcia wyglądu świątyni. Nie został on zwrócony do dziś i obecnie w jego wnętrzu znajduje się apteka.
Parafia odrodziła się po upadku ZSRR. Jej oficjalna rejestracja miała miejsce 2 listopada 1992.